# Bilsen
Pour la commune belge, parfois orthographié Bilsen en français, voir Bilzen
Bilsen est une commune allemande du Schleswig-Holstein, située dans l'arrondissement de Pinneberg (Kreis Pinneberg), à cinq kilomètres au nord de la ville de Quickborn. Bilsen fait partie de l'Amt Rantzau qui regroupe dix communes autour de Barmstedt.

## Jumelages
- Bilzen (Belgique)
- Satow (Allemagne)